# Prokontra.hu
A prokontra.hu egy online újság; független hírportálként kezdte meg a működését 2018. november 1-jén. A portál nem vallja magáról, hogy független hírportál. Politikai értelemben mindenképpen az, mert tulajdonosi szerkezetében nincs egyetlen politikai kötődés sem. Ugyanakkor vallja, hogy amennyiben objektíven nézve elismerhető egy bizonyos kormányzati szándék, törekvés, akkor kiáll amellett, viszont ez igaz egy ellenzéki megmozdulásra is. 
A hírportál célja a pro-kontra metodikájú újságírás népszerűsítésén keresztül a pártatlan és független tájékoztatás meghonosítása. A kezdeti időszakban a függetlenség szellemében igyekeznek arányosan, azonos számban megjelentetni jobb- és baloldali (vagy ha úgy tetszik: kormánypárti és ellenzési) írásokat. A kiegyensúlyozott arányt persze nem mindig lehet megvalósítani, hiszen a híreknek a történéseken kell alapulniuk, így egy-egy esemény kapcsán lehet, hogy az arány eltolódik.

## Mit jelent a pro-kontra újságírás?
A negyedik hatalmi ágként is emlegetett sajtó európai újságírási hagyományokat követő szerkesztői, írói a saját szerepüket egy politikai párt, vagy irányzat népszerűsítésében látják. Ez a sajtó elkötelezett bizonyos értékek mellett, és ezeket ismeri el az egyetlen követendő útként. Ennek megfelelően a hírek kiválasztásával, azok bemutatásával és kommentálásával az európai felfogású sajtó fontos szerepet játszik a politikai valóság formálásában. Így a fogyasztó nem csak a hír kellően kihangsúlyozott részletét ismeri meg, hanem azt is megkapja, hogy az adott hír milyen fontossággal bír. Hazánkban, akárcsak az európai országok túlnyomó részében ez a stílusú újságírás működik.
A másik modell a semlegesen objektív angolszász felfogás. Ebben az esetben az újságírónak, szerkesztőnek félre kell tennie – az amúgy természetesen meglévő – saját közéleti világnézetét, politikai hitvallását, és tárgyilagosan, pártatlanul kell beszámolnia a történésekről. Így a sajtó csak tükröt tart a világ eseményei elé, kommentárjaival, részletek kidomborításával nem kíván külön hatást elérni. Ennek következtében az ilyen stílusú újságírás a közvélemény alakítására nem is tűnik alkalmasnak, arra viszont igen, hogy objektív, teljes perspektívájú képet közöljön minden fogyasztó részére. Az oldal fejlesztési stratégiájának része, hogy a pro-kontra jellegű cikkek uralják leginkább az oldalon olvasható híreket.

## Az oldal üzemeltetése
A Szeptember Független Média Alapítvány mint bejegyzett civil szervezet működik, jellegénél fogva adományokból, támogatásokból éri el a célját. A https://web.archive.org/web/20190110234846/https://prokontra.hu/ oldal üzemeltetését a Szeptember Független Média Alapítvány végzi, melynek főbb céljai között megtalálhatjuk az állás nélküli újságírók foglalkoztatását, munkahely teremtést, nem utolsósorban, a Pro-Kontra újságírás megismertetését.